# 36e Stormo
 (mai 2012).
Le 36e stormo est une formation de l'Aeronautica Militare italienne. C'est la formation la plus décorée de l'armée de l'air italienne. Son devoir est d'assurer, avec les moyens décidés dans les plans opérationnels, la défense aérienne du territoire d’intérêt national en contrôlant, en temps de paix, l'espace aérien relatif (« Assicurare, con le modalità stabilite dai piani operativi, la difesa aerea dell'area di interesse nazionale concorrendo al controllo, sin dal tempo di pace, dello spazio aereo relativo. »).

## Historique

### Seconde Guerre mondiale
Le 36e Stormo naît avec la Seconde Guerre mondiale. Il est constitué en février 1938, dans l'aéroport de Borgo Panigale, un quartier de Bologne, en Émilie-Romagne, comme détachement de bombardement de terre avec deux groupes (108e et 109e).
Il est opérationnel dans cette formation jusqu'en 1941 avec les Savoia-Marchetti SM.79 et Savoia-Marchetti SM.81 sur l'Albanie, la Yougoslavie, la Tunisie et Malte.
Ensuite, jusqu'en 1943, il combat sur toute la mer Méditerranée avec le « SM.79 » et « SM.84 » en utilisant la Sardaigne et la Sicile comme base de départ. Pendant cette période, la Méditerranée centrale était très importante pour l'approvisionnement de l'armée de terre italienne en Afrique du Nord durant la guerre du Désert et pour la défense des côtes italiennes.
À la fin de la guerre, le 36e Stormo a obtenu une médaille d'or et deux d'argent.

### Après la Seconde Guerre mondiale
En 1948, le 36e Stormo est assigné aux transports jusqu'en 1955, année de sa dissolution.
Il est reconstitué en 1966 avec le XII Gruppo Caccia et le 156e Gruppo Caccia Bombardieri' pour la 6e Aereobrigata di Ghedi.
Le 36e Stormo participe aux opérations suivantes :
- Opération Locusta durant la deuxième guerre du Golfe en 1991 ;
- Opération Alba en Albanie en 1997 ;
- opération Allied force contre la Yougoslavie de Slodoban Milosevic en 1999 ;
- Intervention militaire de 2011 en Libye.

### Aujourd'hui
Avec la présence contemporaine de deux spécialités militaires (Défense aérienne nationale pour le XIIe Groupe et Interdiction pour le 156e Groupe), cette répartition est une realité unique dans l'Aeronautica Militare italienne.
À l'heure actuelle, sa composition est la suivante :
- XIIe Groupe (CIO) ;
- 156e Groupe CBOC ;
- 436e Groupe STO ;
- 536e Groupe SCO ;
- Groupe Défense :
  - 736e « Batteria » Spada
  - 636e Escadrille de liaison ;

## Description du blason
Le blason du 36e Stormo est un écusson samnite entouré d'un cercle blanc. Sur l'arrière-plan azur il y a un aigle d'argent avec les ailes tendues et deux foudres entre les serres.